# Bhutanisch-osttimoresische Beziehungen
Die bhutanisch-osttimoresische Beziehungen beschreiben das zwischenstaatliche Verhältnis von Bhutan und Osttimor.
Die beiden Länder haben offiziell noch keine diplomatischen Beziehungen aufgenommen. Entsprechend gibt es von ihnen auch keine diplomatische Vertretung im jeweils anderen Land. Kontakt gibt es über internationale Organisationen. Beide Staaten sind Mitglied bei den Vereinten Nationen sowie der Bewegung der Blockfreien Staaten und der Gruppe der 77.

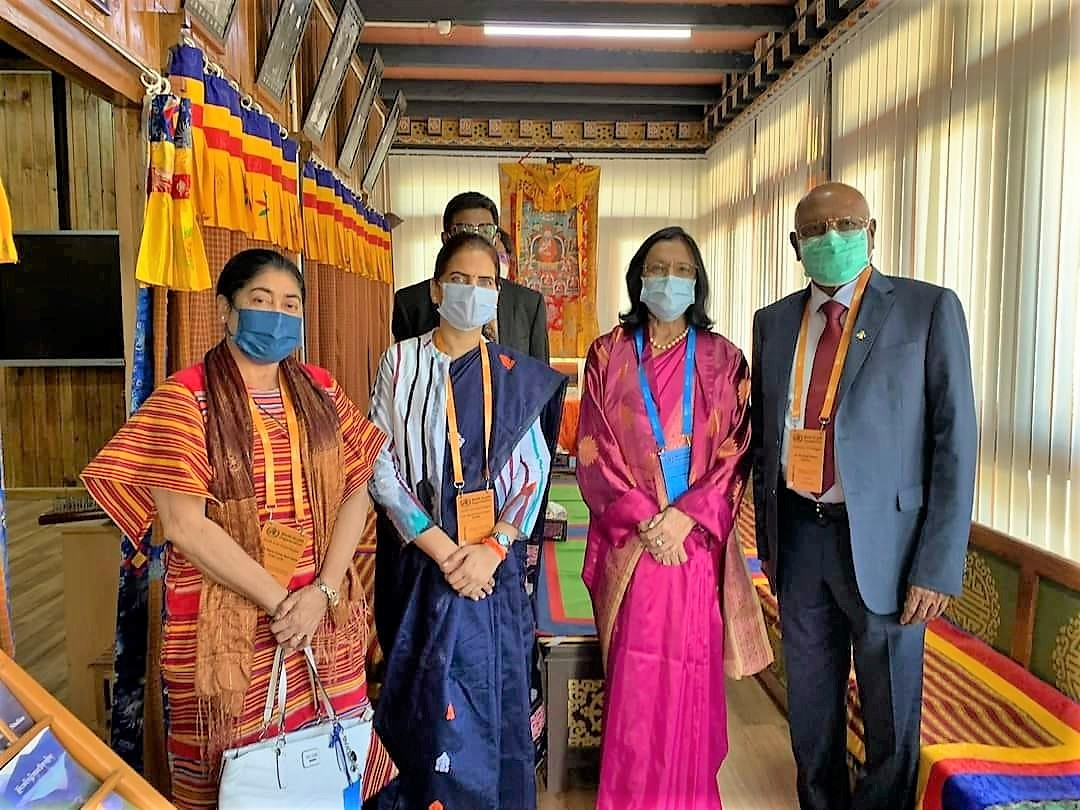
Odete Maria Freitas Belo (links) in Bhutan (2022)

Im September 2022 nahm die osttimoresische Gesundheitsministerin Odete Maria Freitas Belo an einer Konferenz der Weltgesundheitsorganisation Südostasienregion (WHO SEARO) in Bhutan teil.
Für 2018 gibt das Statistische Amt Osttimors keine Handelsbeziehungen zwischen Bhutan und Osttimor an.